# 2011년 미스코리아

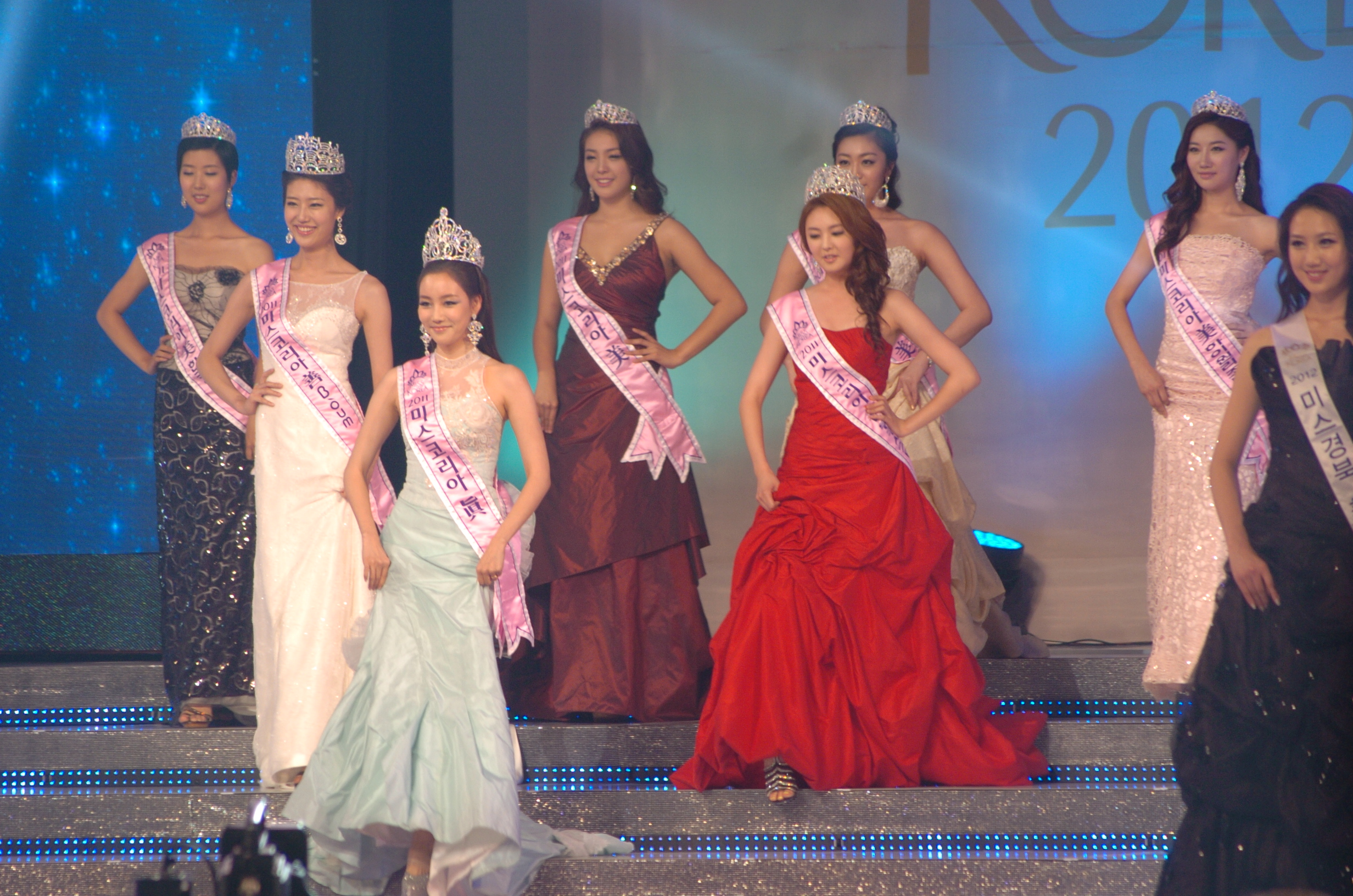
2011년 미스코리아 당선자들.

2011년 미스코리아는 2011년 8월 3일에 서울특별시 종로구의 세종문화회관에서 열린 쉰다섯번째 미스코리아 선발대회이다. tvN, 서울경제TV, 티빙, 판도라TV으로 중계하였다.

## 입상자
| 대회 |          | 진 (眞)         | 선 (善)                             | 미 (美) |
| ---- | -------- | --------------- | ----------------------------------- | ------- |
| 본선 | 이성혜   | 김이슬 · 김혜선 | 이세미나 · 남미연 · 공평희 · 김수정 |         |
| 강원 | 차정윤   | 엄상희          | 서연미                              |         |
| 경기 | 이세미나 | 박채빈          | 강하예진                            |         |
| 경남 | 이혜란   | 손영주          | 김송현                              |         |
| 경북 | 김이슬   | 이정민          | 남미연                              |         |
| 광주 | 안자야   | 서다영          | 이은지                              |         |
| 전남 | 안자야   | 서다영          | 이은지                              |         |
| 대구 | 신혜원   | 김진영          | 허지애                              |         |
| 대전 | 최재연   | 홍수정          | 이혜진                              |         |
| 충남 | 최재연   | 홍수정          | 이혜진                              |         |
| 부산 | 김미선   | 전벼리          | 정혜은                              |         |
| 서울 | 이성혜   | 공평희 · 김지희 | 이정화 · 문경진 · 엄일경            |         |
| 울산 | 최은영   | 김진            | 이보라                              |         |
| 인천 | 김혜선   | 황수현          | 이주혜                              |         |
| 전북 | 김영은   | 백미희          | 정누리                              |         |
| 제주 | 구화빈   | 김민지          | 송진영                              |         |
| 충북 | 홍다현   | 김다혜          | 이보혜                              |         |

## 참가자 사진

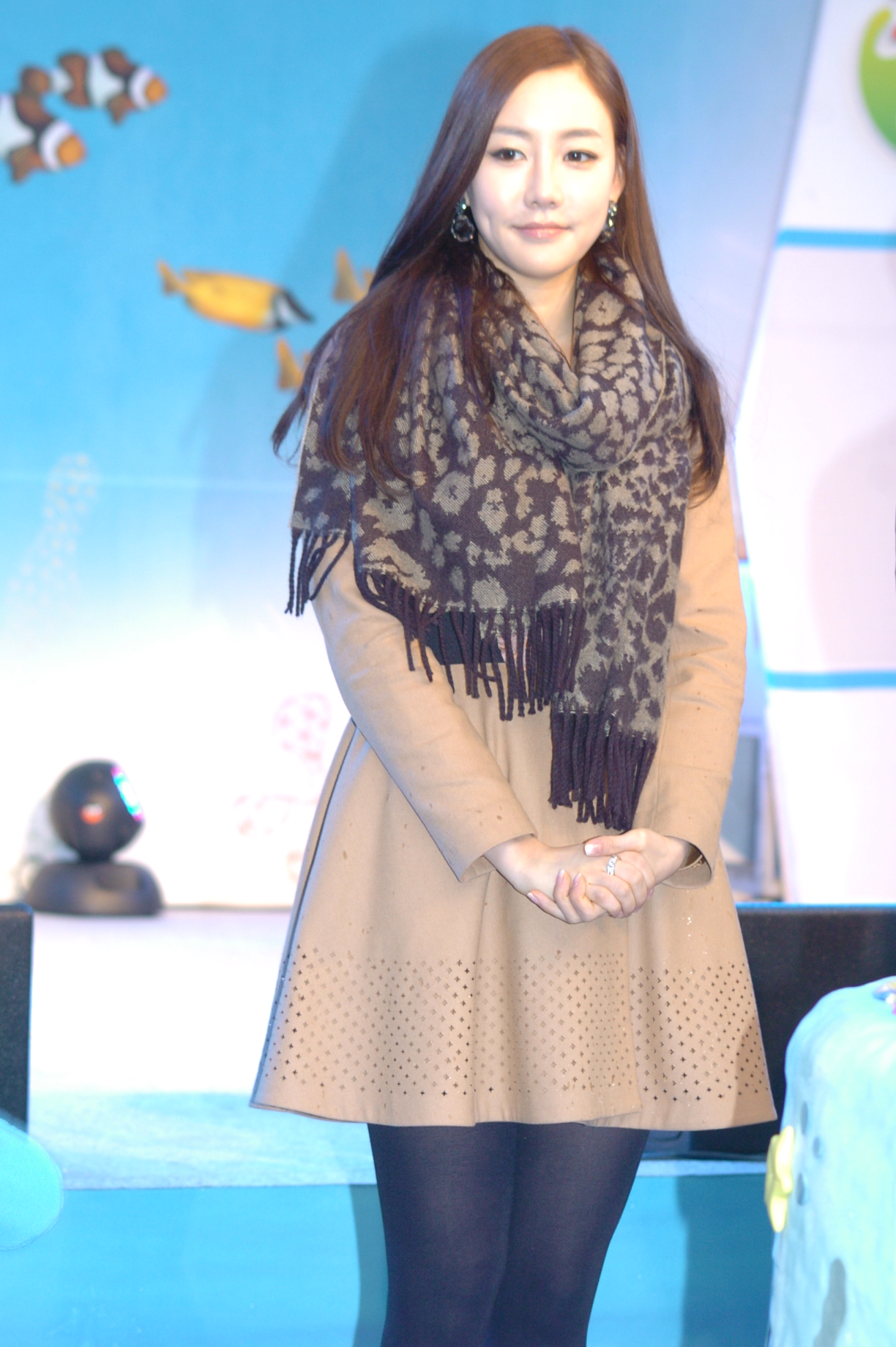
2011년 미스코리아 진 이성혜, 미스 서울 진
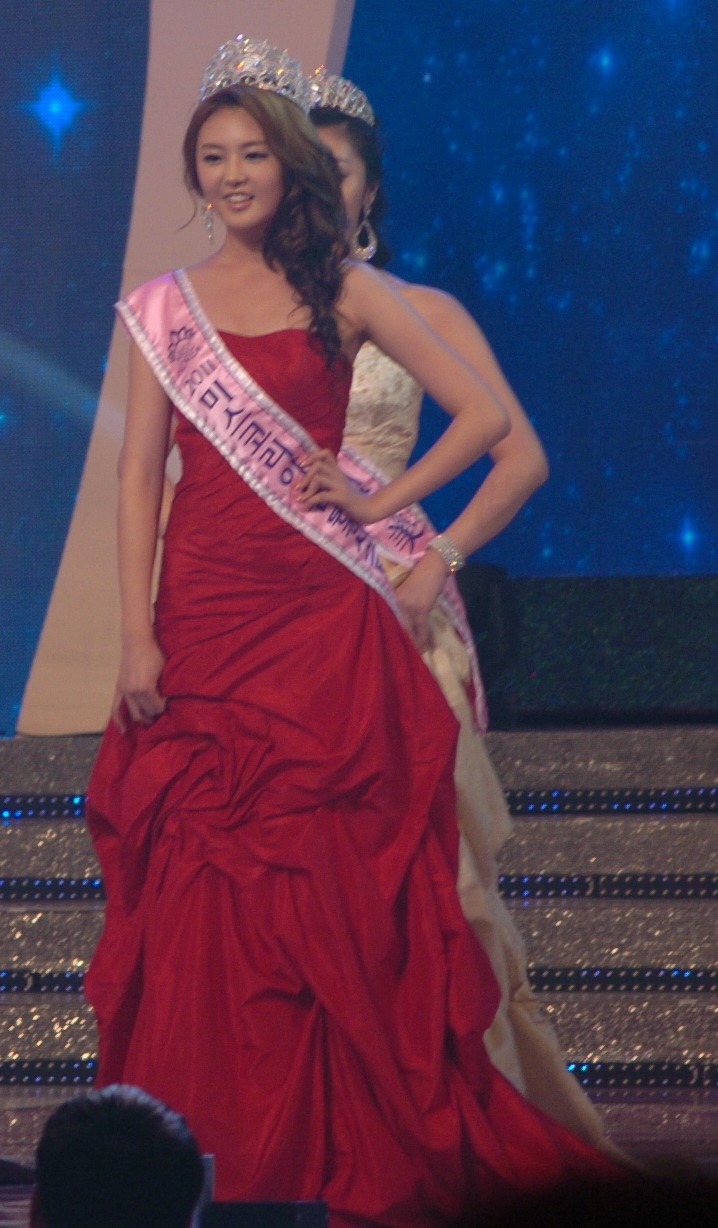
2011년 미스코리아 선 김이슬, 미스 경북 진
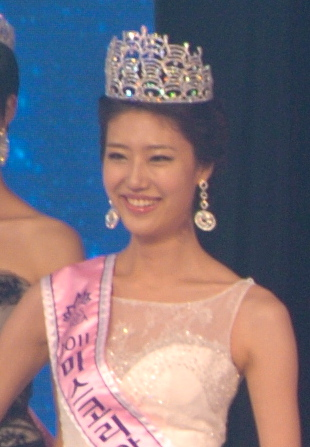
2011년 미스코리아 선 김혜선, 미스 인천 진
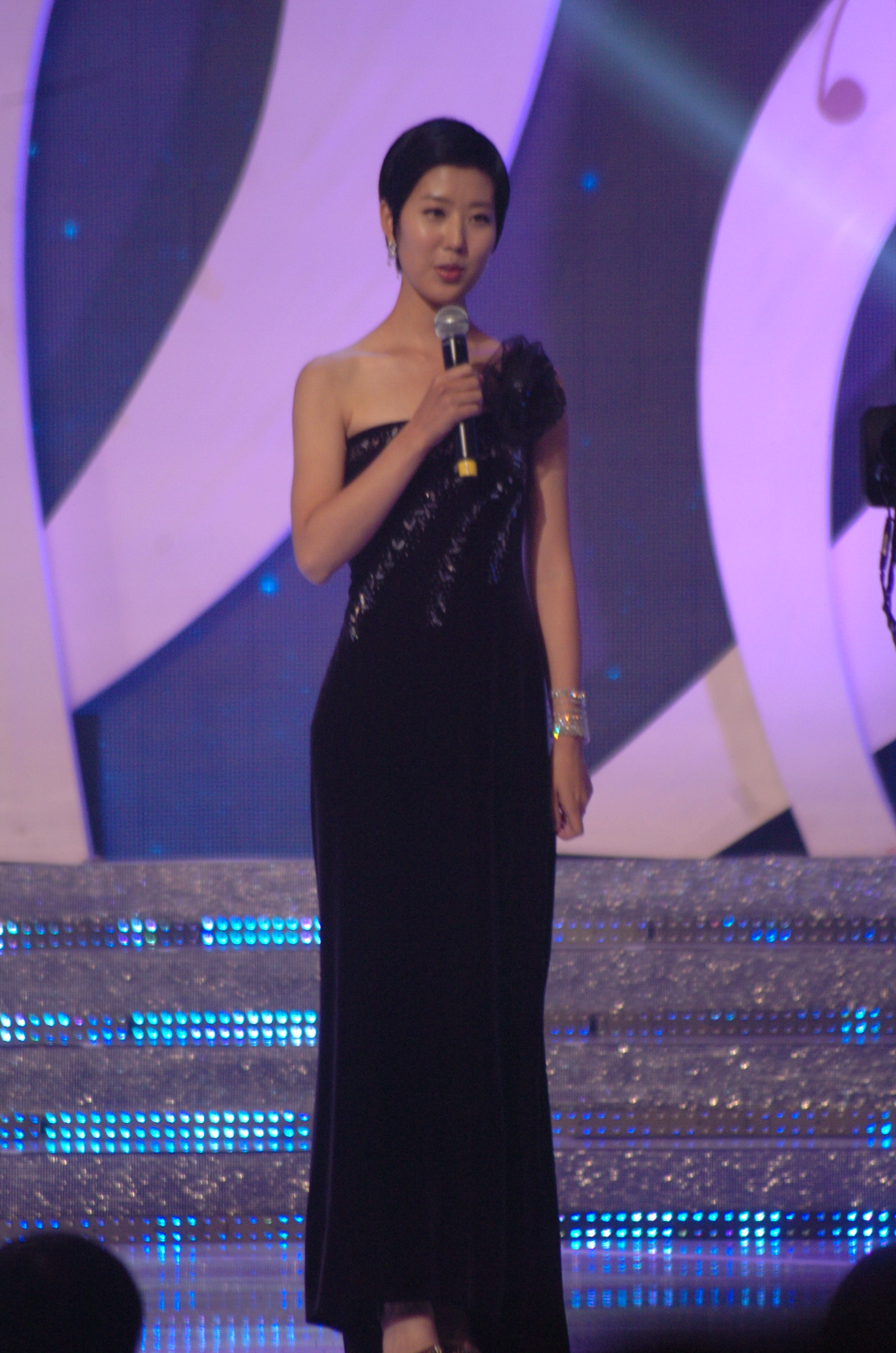
2011년 미스코리아 미 이세미나, 미스 경기 진
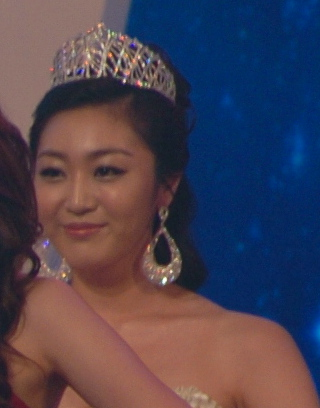
2011년 미스코리아 미 남미연, 미스 경북 미
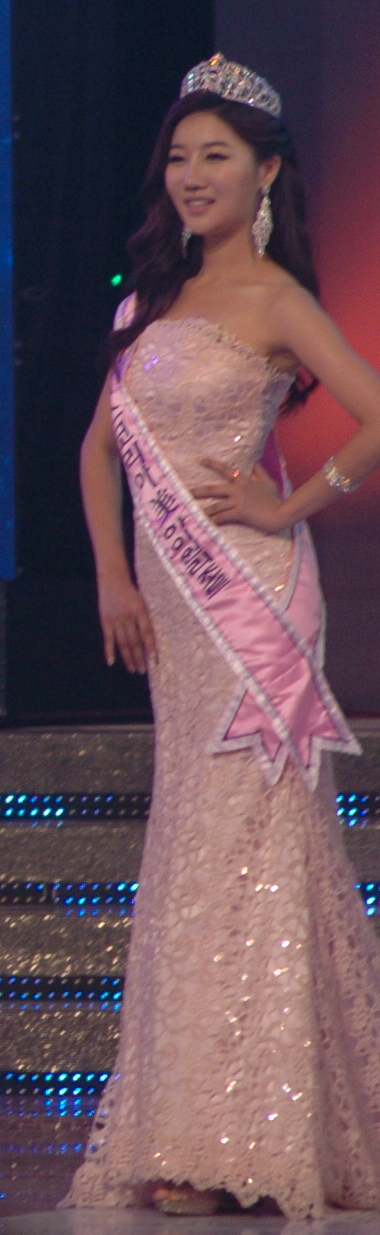
2011년 미스코리아 미 공평희, 미스 서울 선
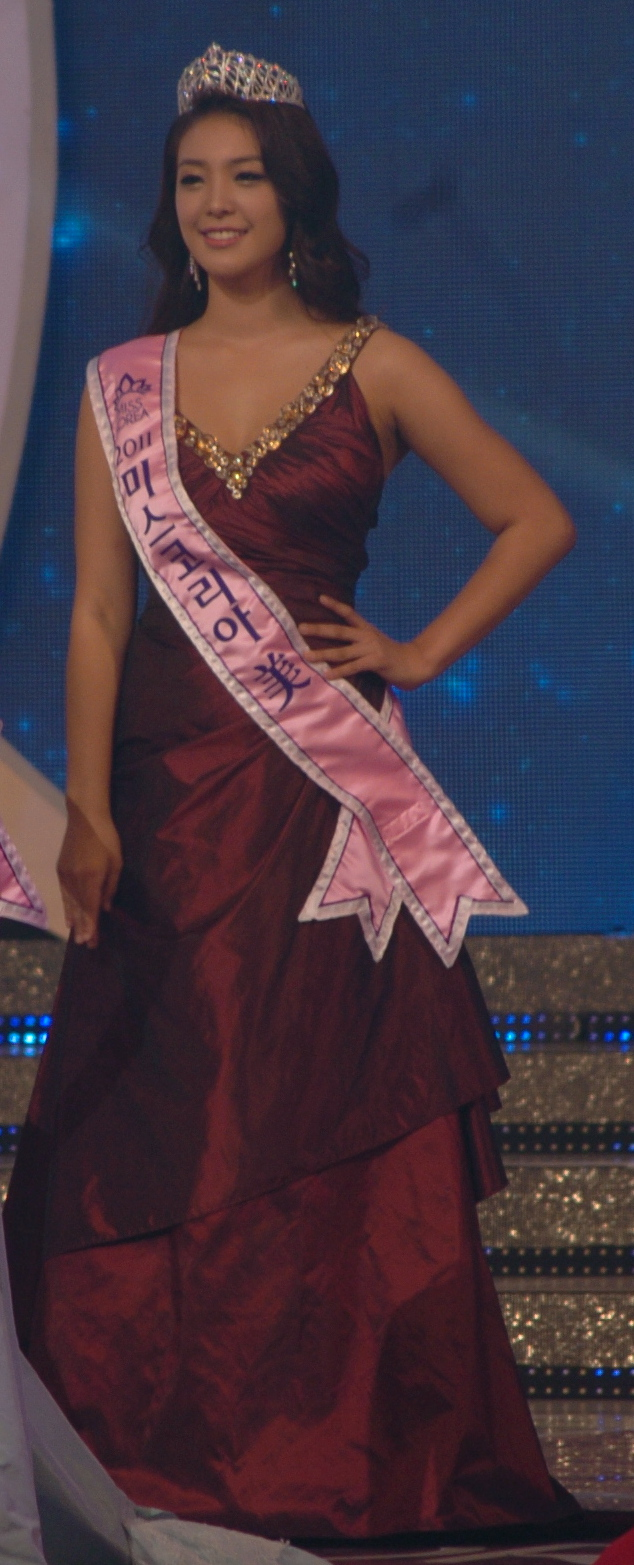
2011년 미스코리아 미 김수정, 미스 LA 진